# Waki (Yamaguchi)

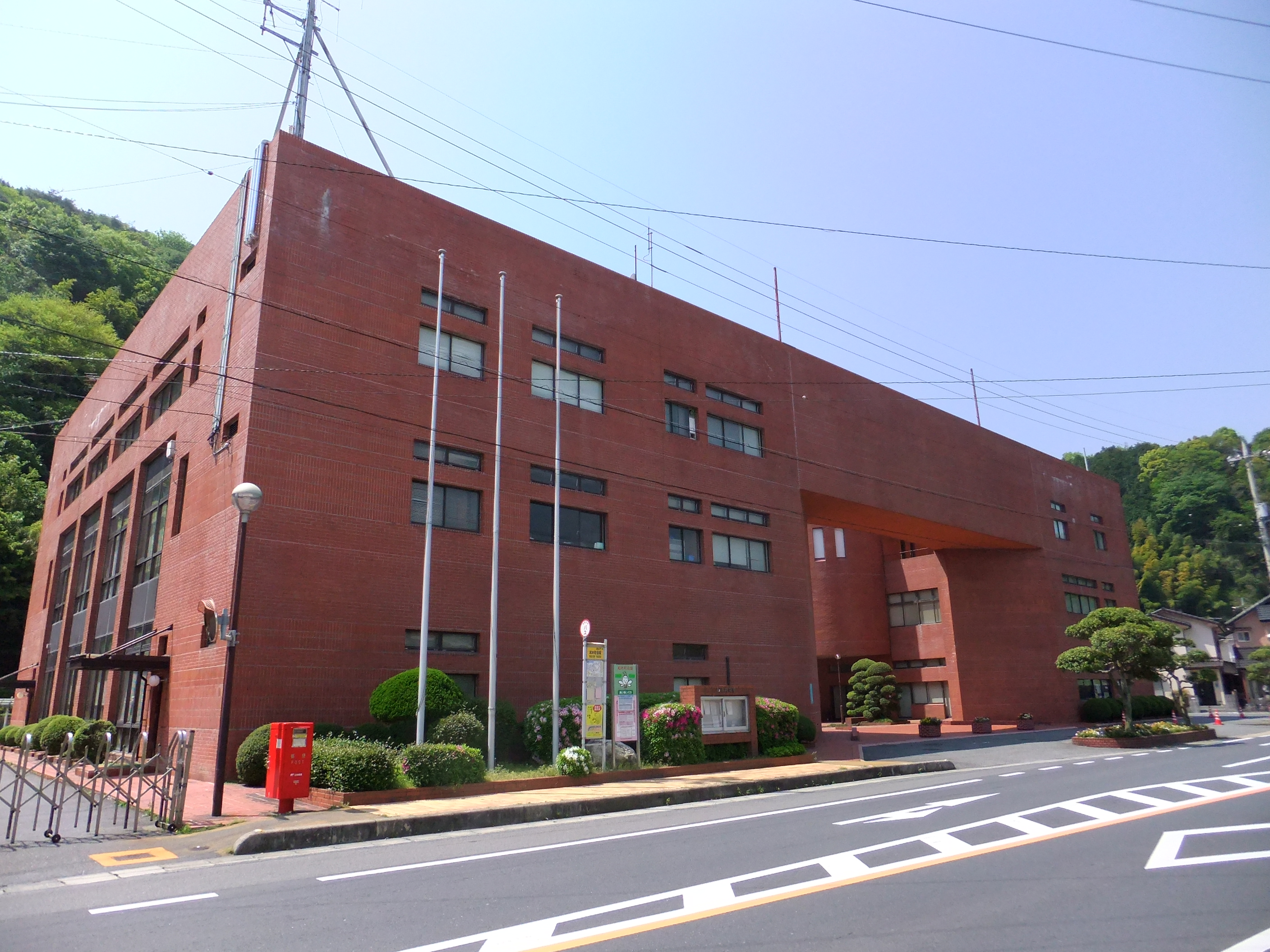
Bureau municipal de Waki

Pour les articles homonymes, voir Waki.
Waki (和木町, Waki-chō) est un bourg du district de Kuga dans la préfecture de Yamaguchi, au Japon.

## Géographie

### Démographie
En 2003, la population de Waki était estimée à 6 637 habitants répartis sur une superficie de 10,56 km2 (densité de population d'environ 628 hab. au km2).